# Наёмник (фильм, 2022)
«Наёмник» (англ. The Contractor) — художественный фильм режиссёра Тарика Салеха. В главных ролях Крис Пайн, Бен Фостер, Гиллиан Джейкобс, Эдди Марсан, Флориан Мантену и Кифер Сазерленд.
Премьера фильма в США состоялась 1 апреля 2022 года.

## Сюжет
Джеймс Харпер, вынужденно уволенный из спецназа США, вступил вместе со своим лучшим другом в частную подрядную организацию, возглавляемую ветераном боевых действий, чтобы поддержать свою семью. Находясь в Восточной Европе на секретном задании, Харпер должен выжить и вернуться домой.

## В ролях
- Крис Пайн — Джеймс Харпер
- Бен Фостер — Майк
- Гиллиан Джейкобс — Брианна Харпер
- Эдди Марсан — Вёрджил
- Кифер Сазерленд — Расти Дженнингс
- Нина Хосс — Катя
- Амира Казар — Сильвия
- Фарес Фарес — Салим
- Джей Ди Пардо — Эрик
- Флориан Мунтяну[3] — Кауфман

## Производство
О проекте стало известно в мае 2019 года. На главную роль был утверждён Крис Пайн.
В октябре к актёрскому составу присоединились Бен Фостер и Гиллиан Джейкобс. Съёмки начались в октябре 2019 года в США, а затем переместились в Европу. С ноября 2019 года на протяжении 8 недель проходили съёмки в Румынии. В декабре 2019 года к актёрскому составу присоединились Эдди Марсан, Нина Хосс, Амира Казар, Фарес Фарес и Джей Ди Пардо. Съёмки завершились к концу 2019 года.

## Релиз
В феврале 2021 года кинокомпания STXfilms приобрела права на распространение фильма. Изначально премьера фильма была намечена на 10 декабря 2021 года, но была перенесена на 18 марта 2022 года, а затем на 1 апреля 2022 года.

## Восприятие
На сайте Rotten Tomatoes фильм имеет рейтинг 43 % основанный на 60 отзывах, со средней оценкой 5.5/10. Консенсус критиков гласит: „«Наёмник» находится между фильмом-посланием и обычным экшн-триллером, не удовлетворяя ни той, ни другой цели, несмотря на сильную работу талантливого актёрского состава“. На Metacritic средневзвешенная оценка составляет 52 из 100 на основе 18 рецензий.